# 瓦利亚 (佛罗伦萨广域市)
瓦利亚（義大利語：Vaglia）是意大利托斯卡纳大区佛羅倫斯廣域市的市镇。面积为57.0平方公里，2007年人口数量为5,073人。